# ميرة جين
ميرة جين هي قرية في مقاطعة خلخال، إيران. عدد سكان هذه القرية هو 176 في سنة 2006.